# Pierre-Paul Cavaillé
Pierre-Paul Cavaillé, né le 24 mars 1825 à Lauzerte (Tarn-et-Garonne) et mort le 25 juin 1877 à Paris 9e, est un peintre français.

## Biographie
Élève de François-Édouard Picot, il est surtout célèbre en son temps pour ses portraits et représentations historiques. Ses œuvres, dont L'exécution du duc de Montmorency dans la cour du Capitole, à Toulouse, le 30 octobre 1632, sont présentées à plusieurs reprises au Salon de Paris. Il y obtient la mention honorable en 1861.
En 1853, il épouse Julie-Caroline Massenet, portraitiste, et sœur du futur compositeur Jules Massenet, dont Cavaillé effectuera un des nombreux portraits.
L'un des deux fils qu'il aura avec Julie-Caroline, François Cavaillé-Massenet, deviendra un pianiste et compositeur réputé.

## Œuvres
- Portrait du compositeur Jules Massenet enfant, Huile sur toile, signée, non datée [ca 1850], 40 × 30 cm, Bibliothèque Nationale de France
- L'Impératrice Eugénie, d'après une œuvre de Franz Winterhalter (1806-1873), Musée du Puy-en-Velay, © L'Internaute Magazine/ Johanna Strugeon